# Bandar-e Sharafkhāneh
Bandar-e Sharafkhāneh (persiska: دیزج مهر, Dīzaj-e Mehr, بندر شرفخانه, شرفخانه) är en ort i Iran.   Den ligger i provinsen Östazarbaijan, i den nordvästra delen av landet, 600 km nordväst om huvudstaden Teheran. Bandar-e Sharafkhāneh ligger 1 293 meter över havet och antalet invånare är 3 872.
Terrängen runt Bandar-e Sharafkhāneh är platt åt sydväst, men åt nordost är den kuperad.Runt Bandar-e Sharafkhāneh är det ganska tätbefolkat, med 56 invånare per kvadratkilometer. Närmaste större samhälle är Shabestar, 18,7 km öster om Bandar-e Sharafkhāneh. Trakten runt Bandar-e Sharafkhāneh består till största delen av jordbruksmark.